# Вильнёв, Жак (старший)
Жак Жозе́ф Вильнёв (фр. Jacques-Joseph Villeneuve, дядя Жак; род. 4 ноября 1953, Сен-Жан-сюр-Ришелье, Квебек, Канада) — канадский автогонщик. Брат Жиля Вильнёва и дядя чемпиона мира в гонках Формулы-1 1997 года Жака Вильнёва. За время карьеры выступал в гонках Формулы Атлантик, CART, Can-Am, снегоходов. Провёл 3 Гран-при в чемпионате Формулы-1, но ни разу не прошёл квалификацию и не участвовал в гонке. Чемпион 1983 года в Формула-5000.

## Достижения
- Двукратный чемпион североамериканской Формулы Атлантик (1980—1981)
- Чемпион Can-Am 1983.

## Результаты выступлений в Формуле-1
| Легенда к таблице |                                                                    |
| --- | ------------------------------------------------------------------ |
| В таблице перечислены результаты всех Гран-при Формулы-1, в которых принимал участие гонщик. Строками таблицы являются сезоны, столбцами — этапы чемпионата мира. В каждой клетке указаны сокращённое название этапа и результат, дополнительно обозначенный цветом. Расшифровка обозначений и цветов представлена в нижеследующей таблице. |                                                                    |
| \| Пример \| Описание \| \| ------------ \| ------------------------------------------------------------------ \| \| 1 \| Победитель \| \| 2 \| Второе место \| \| 3 \| Третье место \| \| 5 \| Финишировал, заработав очки \| \| Сход \| Не финишировал, но при этом заработал очки \| \| 12 \| Финишировал, не получив очков \| \| НКЛ \| Финишировал, но не попал в финальную классификацию \| \| 15 \| Участвовал вне зачёта, либо по отдельной классификации \| \| 18 \| Не финишировал, но попал в финальную классификацию \| \| Сход \| Не финишировал \| \| НКВ \| Не прошёл квалификацию \| \| НПКВ \| Не прошёл предквалификацию \| \| ДСК \| Дисквалифицирован \| \| ИСК \| Исключён из протокола соревнований \| \| ТТ \| Заявлен для участия только в тренировках \| \| НС \| Участвовал в квалификации, но не стартовал в гонке \| \| Т \| Травмирован или болен \| \| ОТК \| Отказ от участия \| \| НТР \| Прибыл на соревнования, но на трассу не выезжал \| \| НПР \| Был заявлен в числе участников, но не прибыл к началу соревнований \| \| О \| Соревнования отменены \| \| \| Не участвовал \| \| Поул-позиция \| \| \| Быстрый круг \| \| |                                                                    |
| Пример | Описание                                                           |
| 1 | Победитель                                                         |
| 2 | Второе место                                                       |
| 3 | Третье место                                                       |
| 5 | Финишировал, заработав очки                                        |
| Сход | Не финишировал, но при этом заработал очки                         |
| 12 | Финишировал, не получив очков                                      |
| НКЛ | Финишировал, но не попал в финальную классификацию                 |
| 15 | Участвовал вне зачёта, либо по отдельной классификации             |
| 18 | Не финишировал, но попал в финальную классификацию                 |
| Сход | Не финишировал                                                     |
| НКВ | Не прошёл квалификацию                                             |
| НПКВ | Не прошёл предквалификацию                                         |
| ДСК | Дисквалифицирован                                                  |
| ИСК | Исключён из протокола соревнований                                 |
| ТТ | Заявлен для участия только в тренировках                           |
| НС | Участвовал в квалификации, но не стартовал в гонке                 |
| Т | Травмирован или болен                                              |
| ОТК | Отказ от участия                                                   |
| НТР | Прибыл на соревнования, но на трассу не выезжал                    |
| НПР | Был заявлен в числе участников, но не прибыл к началу соревнований |
| О | Соревнования отменены                                              |
| | Не участвовал                                                      |
| Поул-позиция |                                                                    |
| Быстрый круг |                                                                    |

| Сезон | Команда                   | Шасси        | Двигатель   | Ш | 1   | 2   | 3   | 4   | 5   | 6   | 7   | 8       | 9   | 10  | 11  | 12  | 13  | 14      | 15      | Место | Очки |
| ----- | ------------------------- | ------------ | ----------- | - | --- | --- | --- | --- | --- | --- | --- | ------- | --- | --- | --- | --- | --- | ------- | ------- | ----- | ---- |
| 1981  | Arrows Racing Team        | Arrows A3    | Cosworth V8 | P | СШЗ | БРА | АРГ | САН | БЕЛ | МОН | ИСП | ФРА     | ВЕЛ | ГЕР | АВТ | НИД | ИТА | КАН НКВ | СИЗ НКВ | —     | 0    |
| 1983  | RAM Automotive Team March | March RAM 01 | Cosworth V8 | P | БРА | СШЗ | ФРА | САН | МОН | БЕЛ | ДЕТ | КАН НКВ | ВЕЛ | ГЕР | АВТ | НИД | ИТА | ЕВР     | ЮАР     | —     | 0    |